# 东岳石遗址
东岳石遗址位于中华人民共和国山东省青岛市平度市大泽山镇驻地西约500米的东岳石村南，淄阳水库内东北侧台地上。东岳石遗址东为大泽山，北倚红山，南隔淄阳河、淄阳水库于天柱山、高望山、芝莱山相望，西接胶莱平原，北距莱州市辖区约10千米。遗址东西长约245米，南北宽约200米，总面积约4.9万平方米。东岳石遗址是中国考古学上岳石文化的命名地，出土文物丰富，风格独特，遗址影响大，保存完好。岳石文化是东夷族创造的文化，东岳石遗址的发现，填补了山东龙山文化和商文化之间的空隙，为研究东夷土著文化与夏商文化的关系提供了重要的实物资料。
1960年春中国社会科学院古所山东队对该遗址进行了考古发掘，出土了大量的石器、陶器、骨器和蚌器。1993年青岛市文物局与中国社会科学院考古所山东队合作又对该遗址进行了第二次发掘。两次发掘共出土石、骨、陶等文物近千件。东岳石遗址出土器物丰富，风格独特，遗址年代约为公元前1900至1600年间。